# 安徽财贸职业学院
安徽财贸职业学院（英语：Anhui Finance & Trade Vocational College），简称安财职院，是位于中华人民共和国安徽省合肥市的全日制普通高等学校。学校由安徽省人民政府批准，中华人民共和国教育部备案。 2014年学院被确定为全国供销合作社示范性高职院校，2015年被确定为安徽省示范性高职院校。

## 历史沿革
1964年7月，安徽省人民政府批准成立安徽省供销合作商业学校，1969年撤销。
1978年，安徽省供销合作商业学校复校并更名为安徽省合肥供销商业学校。
1984年，安徽省合肥供销商业学校更名为安徽省合肥供销学校。
1995年，安徽省合肥供销学校更名为安徽省贸易学校。
2002年6月，经安徽省人民政府批准，在安徽省贸易学校的基础上，挂靠安徽财贸学院筹建安徽财贸学院合肥职业技术学院。
2004年6月，经安徽省人民政府批准在安徽财贸学院合肥职业技术学院的基础上独立设置安徽财贸职业学院。
2009年11月，合肥市商务成人中专学校并入安徽财贸职业学院。
2021年，安徽经济管理学院合肥市望江西路557号校区资产全部划转至安徽财贸职业学院。